# Minotauria fagei
Minotauria fagei KRATOCHVIL, 1970 è un ragno appartenente al genere Minotauria della famiglia Dysderidae.

## Etimologia
I primi esemplari di questo genere sono stati rinvenuti nell'aprile del 1900 dall'entomologo austriaco Carl Attems nel Labirinto di Gortyna, un'antica cava sotterranea sita nei pressi della città minoica di Gortyna. Data la località di ritrovamento, il nome fu attribuito in riferimento al mitologico Minotauro che vi avrebbe abitato.
Il nome proprio deriva dall'aracnologo francese Baptiste-Louis Fage (1883-1964).

## Caratteristiche
Sono ragni di dimensioni medio-grandi.

## Distribuzione
Gli esemplari rinvenuti provengono dalla località cretese di Spilaio tou Melidonion nell'unità periferica di Rethymnon.

## Tassonomia
Attualmente, al 2010, non sono note sottospecie.